# Suddivisioni dell'Ecuador

Con l'obiettivo di migliorare la distribuzione delle risorse economiche, nel 2017 l'Ecuador è stato suddiviso in 7 regioni autonome, 2 distretti metropolitani (Quito e Guayaquil), e una regione a statuto speciale (Galapagos).

L'Ecuador è una repubblica unitaria centralizzata, secondo la costituzione del 2008. La divisione politica e amministrativa del Paese comprende tre livelli: le province (24), i cantoni (221) e le parrocchie (1500).

## Province

Province dell'Ecuador

La provincia è il livello politico e amministrativo più alto in Ecuador ed è formata da uno o più cantoni. Dalla Costituzione del 2008 sono 24 le province dell'Ecuador, ognuna delle quali è governata da un prefetto eletto per voto popolare e un governo provinciale composto dai sindaci (o consiglieri) dei centri che fanno parte del territorio della provincia, che svolgono le funzioni esecutive e legislative della stessa.
L'attuale divisione in province ha origini ai tempi della dominazione spagnola, quando il territorio era allora diviso nelle province di Quito, Guayaquil, Cuenca, Jaén e Maynas (chiamati "governi" a quel tempo). Nel periodo della Grande Colombia questa divisione ha subito alcune modifiche, e il territorio ecuadoriano venne suddiviso in 3 dipartimenti (Ecuador, Azuay e Guayaquil), ognuno dei quali fu suddiviso in province e queste a loro volta in cantoni. Dopo la dissoluzione della Gran Colombia nel 1830, furono aboliti i dipartimenti, e rimasero solo le province e i cantoni.
Secondo la Costituzione del 2008, le province possono raggrupparsi per formare regioni autonome.

## Cantoni

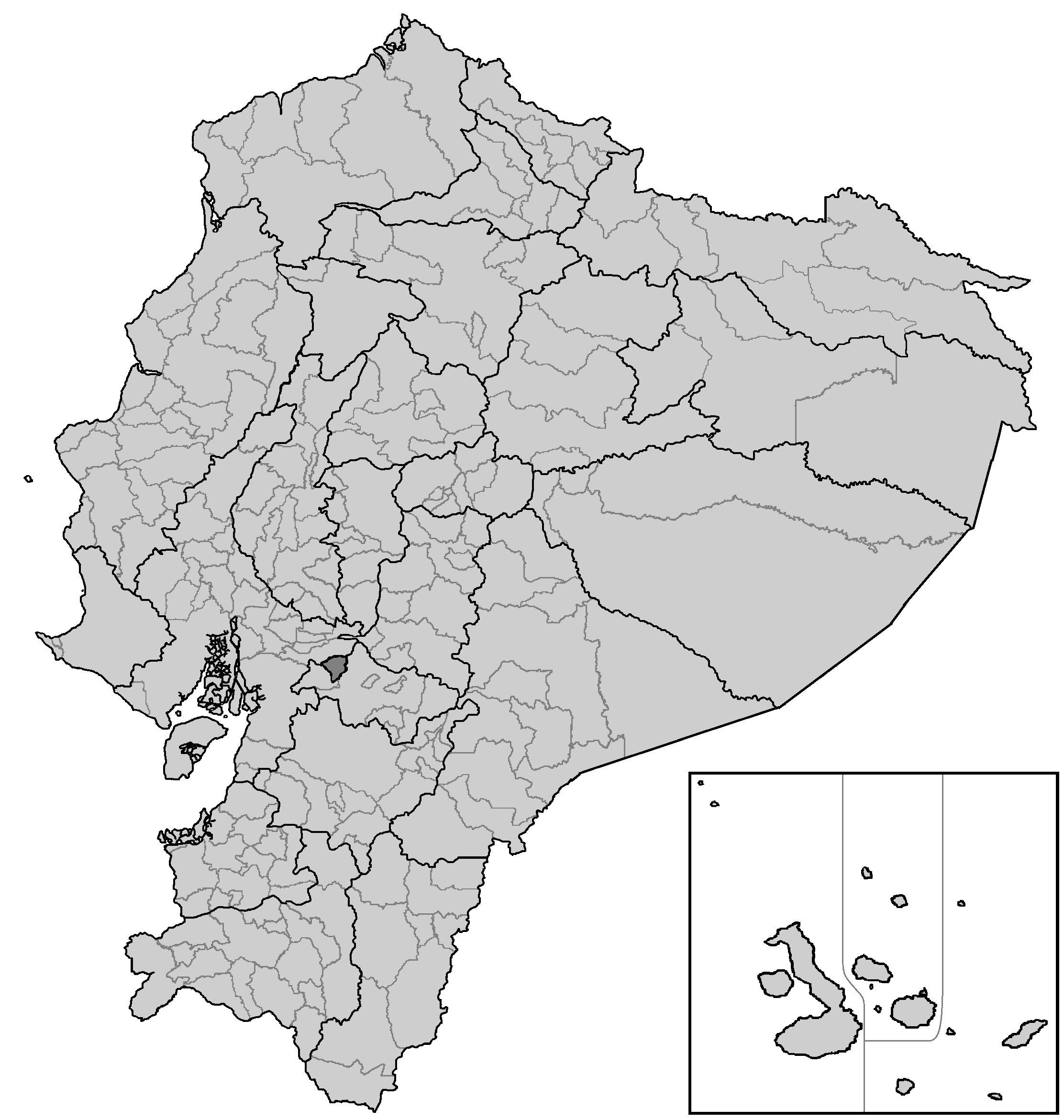
Cantoni dell'Ecuador

Il cantone è la divisione amministrativa di secondo livello. La Repubblica dell'Ecuador ha un totale di 221 di queste entità subnazionali che a loro volta sono suddivisi in parrocchie.
Hanno un sindaco e un governo comunale, eletto con voto popolare.
L'origine del cantone come suddivisione provinciale risale alla costituzione del 1821 della Grande Colombia, poi confermata dalla legge in materia del 25 giugno 1824.

## Parrocchie
La parrocchia è la divisione politico-territoriale di più basso livello in Ecuador. Esistono due tipi di parrocchie: urbane e rurali: La parrocchia urbana è circoscritta all'interno del perimetro di una città, mentre le parrocchia rurali sono distaccate dai centri cittadini, situate solitamente in aperta campagna dove la popolazione vive soprattutto di agricoltura. 
Il potere esecutivo della parrocchia è rappresentato dal governo parrocchiale e dal suo presidente, che sono eletti con voto popolare per un periodo di 4 anni; il ramo legislativo della parrocchia è rappresentato dall'assemblea parrocchiale, i cui rappresentanti sono eletti anch'essi con voto popolare. Le giunte parrocchiali urbane e rurali agiscono come ausiliari dell'amministrazione cantonale, svolgendo anche funzioni da intermediari tra governi comunali e le comunità locali.
La creazione, soppressione e fusione tra parrocchie è di competenza del consiglio di ogni municipio (cantone).